# Резолуција Савета безбедности Уједињених нација
Резолуцију Савета безбедности Организације уједињених нација изгласавају петнаест чланица Савета безбедности, најмоћнијег органа Организације уједињених нација.
За изгласавање резолуције је потребно девет или више гласова чланица, и ако ни једна од пет сталних чланица није гласало против. Ове чланице су Народна Република Кина, која је заменила Републику Кину (1971), Француска, Русија, која је заменила Совјетски Савез (1991), Уједињено Краљевство, и Сједињене Државе.
Постојала су два већа рата одобрена од стране Савета безбедности; Корејски рат (1950) и Заливски рат (1991).
Повеља Организације уједињених нација садржи бројне формулације које се односе на усвајање резолуције, али их даље не дефинише.

## Значајније резолуције
- Резолуција 85 из 1950: за помоћ Републици Кореји у одбрани против оружаног напада (ова резолуција позната је под именом Резолуција Уједињени за мир).
- Резолуција 242 из 1967: Повлачење израелских снага са територија окупираних у скорашњем конфликту и поштовање потврде суверенитета и територијалног интегритета и политичке независности сваке државе у тој области.
- Резолуција 338 из 1973: позив на прекид ватре у Јом Кипур рату и на примену резолуције 242.
- Резолуција 425 из 1978, односи се на Либан и формирање УНИФИЛ-а.
- Резолуција 446 из 1979, противи се градњи израелских насеља на окупираним територијама у Шестодневном рату.
- Резолуција 478 из 1980, односи се на статус Јерусалима.
- Резолуција 660 из 1990: Позив Ираку да хитно и безусловно повуче све снаге из Кувајта.
- Резолуција 678 из 1990: Овлашћује земље чланице да користе сва потребна средства како би се применила и одржала резолуција 660 и све будуће сродне резолуције и како би се повратио међународни мир и безбедност у том подручју [Кувајт].
- Резолуција 687 из 1991: Одлучује да Ирак мора безусловно прихватити уништење [...] целокупног хемијског и биолошког оружја [...] и целокупног арсенала [...] балистичких ракета домета већег од 150 километара.
- Резолуција 794 из 1992: Стварање УНИТАФ-а у Сомалији.
- Резолуција 978, Резолуција 995, и Резолуција 1165: о оснивању Међународног кривичног суда за Руанду
- Резолуција 1244: јун 1999, одобрено међународно војно и цивилно присуство у СР Југославији и успостављена привремена управа УН на Косову и Метохији (УНМИК).
- Резолуција 1284: децембар 1999, измена санција Ираку како би му се дозволио увоз хране и лекова.
- Резолуција 1325 октобар 2000, нарочито се односи на утицај ратова на жене, и допринос жена на доношење конфликтних резолуција и одрживог мира.
- Резолуција 1373, 28. септембар 2001: Противтерористичке мере.
- Резолуција 1386, 22. децембар 2001: формирање на 6 месеци Међународних безбедносних снага као помоћ авганистанској привременој власти у одржању безбедности у Кабулу и околним областима... Позива земље чланице да лично допринесу, опремом и осталим ресурсима Међународним безбедносним снагама.
- Резолуција 1422 из 2002: односи се на Међународни кривични суд.
- Резолуција 1441 из 2002: Позив Ираку да обелодани свој целокупан арсенал оружја за масовно уништење и ракета средњег и дугог домета.
- Резолуција 1483 22. мај 2003: Овлашћује САД, и њене савезнике, за окупирациу Ирака, ограничено овлашћење за коришћење ирачких ресурса, у име ирачког народа.
- Резолуција 1546 из 2004: Охрабрује почетак ирачке транзиције ка демократски изабраној власти, крају окупације, и предузимање пуне одговорности и ауторитета суверене и независне привремене владе у Ираку до 30. јуна 2004. године.
- Резолуција 1556 од 30. јула 2004: односи се на Дарфурски конфликт у Судану.
- Резолуција 1559 од 2. септембра 2004: позива Сирију на прекид мешања у либанску унутрашњу политику, повлачење из Либана, и на распуштање свих либанских милиција.
- Резолуција 1564 од 18. септембра 2004: односи се на Дарфурски конфликт у Судану.
- Резолуција 1566 од 8. октобра 2004: Противтерористичке мере.